# Az új Paula és Paulina
Az új Paula és Paulina (eredeti cím: La usurpadora) 2019-es mexikói telenovella, amelyet Larissa Andrade és Fernando Abrego alkotott.
A Producerei Alexa Muñoz és Abraham Quintero B.. A rendezője Francisco Franco és Rubén Nelhiño Acosta. A főszerepekben Sandra Echeverría, Andrés Palacios és Arap Bethke láthatók. A sorozat a Televisa gyártásában készült, forgalmazója a Televisa Internacional.
Mexikóban 2019. szeptember 2-tól volt látható a XEW-TV-én. Magyarországon 2020. július 13-a és 2020. augusztus 14-e között sugározta az RTL Gold.

## Cselekmény
Paola Miranda Mexikó elnökének felesége. Férjével már elhidegültek egymástól, mind a ketten szeretőt tartanak. Paola el akar válni, de a politikai helyzet nem engedi meg. Paola szeretője az alvilági körökben tevékenykedő Gonzalo. Paola egy magánnyomozóval felkutatja ikertestvérét, a Kolumbiában élő Paulinát aki egy alapítványt működtet  és az alapítványa mindig pénz szűkében van. Mexikóból pénzt ajánlanak csak érte kell mennie, de elrabolja Paola és arra kényszeríti, vegye át a helyét az elnöki rezidencián a beteg anya életével zsarolja. Miközben Paulina át veszi Paola helyét ő elszökik a szeretőjével, de egy ördögi tervet eszel ki a testvére ellen...

## Szereplők
| Színész              | Szereplő                         | Magyar hang         |
| -------------------- | -------------------------------- | ------------------- |
| Sandra Echeverría    | Paola Miranda Rivas de Bernal    | Solecki Janka       |
| Sandra Echeverría    | Paulina Doria Duque              | Solecki Janka       |
| Andrés Palacios      | Carlos Bernal Mejía              | Rába Roland         |
| Arap Bethke          | Facundo Nava                     | Varga Rókus         |
| Daniela Schmidt      | Gema Vidal                       | Dobó Enikő          |
| Juan Martín Jáuregui | Gonzalo Santamarina              | Dányi Krisztián     |
| Aurora Gil           | Teresa Hernández                 | Ligeti Kovács Judit |
| Juan Carlos Barreto  | Manuel Hernández                 | Rosta Sándor        |
| Queta Lavat          | Doña Piedad Mejía vda. de Bernal | Bókai Mária         |
| Ana Bertha Espín     | Arcadia Rivas de Miranda         | Hámori Eszter       |
| Macarena Oz          | Lisette Bernal Miranda           | Hermann Lilla       |
| Germán Bracco        | Emilio Bernal Ponce              | Markovics Tamás     |
| Verónica Terán       | Juana                            | Szórádi Erika       |
| Montserrat Marañón   | Monserrat "Monse"                | Dudás Eszter        |
| Joshua Gutiérrez     | Molina                           | Czető Roland        |
| Emilio Guerrero      | Pascual                          | Kajtár Róbert       |
| Paco Rueda           | Pedro                            | Hamvas Dániel       |
| Emiro Balocco        | Juan Sebastián Restrepo          |                     |
| Ricardo Leguízamo    | Wilson                           | Szatmári Attila     |
| Gabriela Zamora      | Irene                            | Mohácsi Nóra        |
| Victoria Hernández   | Doña Olga Doria Duque            | Zsurzs Kati         |
| Heriberto Méndez     | Santiago Riverol                 |                     |
| Pablo Bracho         | Dr. Silva                        |                     |
| Lion Bagnis          | Diego                            | Berkes Bence        |
| Martín Saracho       | Osvaldo                          | Pál Tamás           |
| Pierre Louis         | Horacio                          |                     |
| Claudia Ramírez      | Jefa de Camilo                   |                     |
| Rodolfo Valdes       | Camilo                           |                     |

## Gyártás
A mini-teleregény a Fábrica de Sueños ("Álomgyár") című antológia része, amelyben régi, nagy sikerű televisás telenovellákat csomagolnak újra a mai történetmesélési trendeknek megfelelően, igényes, akciódús, pörgős és feszes, 25 részes formában.
A forgatások 2019. április 25-én kezdődtek és 2019 augusztusában értek véget.

## Epizódok
| Évad | Évad | Részek száma | Részek száma | Eredeti sugárzás    | Eredeti sugárzás | Eredeti adó | Magyar sugárzás  | Magyar sugárzás     | Magyar adó |
| Évad | Évad | Részek száma | Részek száma | Évadbemutató        | Évadzáró         | Eredeti adó | Évadbemutató     | Évadzáró            | Magyar adó |
| ---- | ---- | ------------ | ------------ | ------------------- | ---------------- | ----------- | ---------------- | ------------------- | ---------- |
|      | 1.   | 25           | 25           | 2019. szeptember 2. | 2019. október 4. |             | 2020. július 13. | 2020. augusztus 14. |            |